# 수택초등학교
수택초등학교는 대한민국 경기도 구리시에 있는 공립 초등학교이다.

## 학교 연혁
- 1996.07.04 수택초등학교 설립 인가
- 2001.03.01 초대 변기린 교장 취임
- 2001.03.01 수택초등학교 8학급 개교
- 2001.03.07 수택초등학교 병설유치원 개원
- 2001.09.01 12학급 편성
- 2002.03.01 25학급 편성
- 2002.09.01 29학급 편성
- 2003.02.15 제1회 졸업 130명)
- 2003.03.01 제2대 이윤영 교장 부임
- 2004.02.13 제2회 졸업 189명(졸업생 총수 319명)
- 2004.03.01 38학급 편성
- 2004.12.05 후동교사 증축(7.5실)
- 2004.12.09 선진 남양주교육상 표창(교육장)
- 2004.12.31 안전교육 영역 표창(교육감)
- 2004.12.31 수택초등학교 병설 유치원 표창(교육감)
- 2004.12.31 학교 공원화 사업(경기도청 지원)
- 2005.02.18 제3회 졸업 234명(졸업생 총수 553명)
- 2005.03.01 40학급 편성
- 2005.05.21 학교숲 조경 공사 완료
- 2005.09.01 제3대 이상식 교장 부임
- 2006.02.17 제4회 졸업 219명(졸업생 총수 772명)
- 2006.03.15 41학급 편성
- 2006.12.15 <희망경기교육> 구현 경기도교육감 표창
- 2007.02.14 제5회 졸업 261명(졸업생 총수 1033명)
- 2007.03.15 41학급 편성
- 2007.05.20 공군 참모 총장배 모형비행기 대회(전국최우수상, 지도교사상)
- 2008.02.20 제6회 졸업 254명(졸업생 총수 1287명)
- 2008.03.20 41학급 편성
- 2008.05.30 남양주 학생 예능경연대회(리코더 금상)
- 2009.02.19 제7회 졸업 263명(졸업생 총수 1550명)
- 2009.03.01 40학급 편성
- 2010.02.19 제8회 졸업 219명(졸업생 총수 1769명)
- 2010.03.01 38학급 편성
- 2010.03.01 제4대 최운재 교장 부임
- 2010.12.29 경기도 창의적 산출물 대회 최우수상 수상
- 2011.02.17 제9회 졸업 251명(졸업생 총수 2020명)
- 2011.03.01 33학급 편성
- 2011.03.15 돌봄교실 개원
- 2011.08.08 운동장 연결통로 차양막 설치
- 2012.02.15 제10회 졸업 186명(졸업생 총수 2206명)
- 2012.03.02 33학급 편성
- 2012.09.01 제5대 추윤호 교장 부임
- 2013.02.15 제11회 졸업 199명(졸업생 총수 2405명)
- 2013.03.04 30학급 편성
- 2014.02.14 제12회 졸업생 169명 졸업(총 2574명)
- 2014.03.01 28학급 편성, 유치원1학급 편성
- 2015.02.13 제13회 졸업 162명(총 2736명)
- 2015.03.01 25학급 편성, 유치원 1학급 편성
- 2015.03.01 제6대 김경희 교장 부임